# Municipio de Lincoln (condado de Osage)
El municipio de Lincoln (en inglés: Lincoln Township) es un municipio ubicado en el condado de Osage en el estado estadounidense de Kansas. En el año 2010 tenía una población de 139 habitantes y una densidad poblacional de 1,67 personas por km².

## Geografía
El municipio de Lincoln se encuentra ubicado en las coordenadas 38°29′7″N 95°33′17″O / 38.48528, -95.55472. Según la Oficina del Censo de los Estados Unidos, el municipio tiene una superficie total de 83.37 km², de la cual 82,92 km² corresponden a tierra firme y (0,54 %) 0,45 km² es agua.

## Demografía
Según el censo de 2010, había 139 personas residiendo en el municipio de Lincoln. La densidad de población era de 1,67 hab./km². De los 139 habitantes, el municipio de Lincoln estaba compuesto por el 98,56 % blancos y el 1,44 % eran de una mezcla de razas. Del total de la población el 1,44 % eran hispanos o latinos de cualquier raza.